# Red Frame/White Light
«Red Frame/White Light» es el segundo sencillo de la banda británica de synth pop Orchestral Manoeuvres in the Dark (OMD), así como de su álbum debut homónimo, publicado en disco de vinilo de 7" y 12" en su país, el 1 de febrero de 1980 por el sello subsidiario de Virgin Records, DinDisc Records.
La canción epónima «Red Frame/White Light» fue escrita por Andy McCluskey y Paul Humphreys inspirados en las casetas telefónicas rojas en la población de Meols, en Inglaterra, que usaran para organizar sus primeros conciertos.
Como otros sencillos de OMD, el contenido del sencillo en sus dos versiones, 7 y 12 pulgadas, fue el mismo.

## Listado de canciones
| Lado A |                         |          |  |
| N.º    | Título                  | Duración |  |
| 1.     | «Red Frame/White Light» | 3:15     |  |

| Lado B |                       |          |  |
| N.º    | Título                | Duración |  |
| 1.     | «I Betray My Friends» | 3:50     |  |